# Liberta (Antigua e Barbuda)
Liberta è una cittadina situata nella parrocchia di Saint Paul, sull'isola di Antigua, ad Antigua e Barbuda. 
Nel 2001 la popolazione era di 2560 abitanti; è la terza città più grande di Antigua. 
Si trova nella zona meridionale dell'isola, a nord di Falmouth Harbour e del porto di Falmouth, ai quali è collegata tramite strada. 

## Storia
All'incirca nel XIX secolo, all'epoca dell'emancipazione degli schiavi da parte degli inglesi ad Antigua e Barbuda, una proprietaria di una piantagione coloniale ebbe problemi finanziari e fu costretta a vendere una parte della sua proprietà in piccoli lotti. Gli ex schiavi del quartiere acquistarono tutte le piccole proprietà libere, poiché desideravano possedere terreni in perpetuo. "Liberta", che significa libertà e onora il popolo liberato, divenne il nome dell'insediamento nel 1835. 
Nel 1842, un cartello dipinto vicino al confine recitava: "The Village of Liberta" (Il villaggio di Liberta). 
I nuovi proprietari terrieri si stabilirono immediatamente sui lotti che avevano acquistato, costruirono le loro case e coltivarono i loro giardini. Oltre al lavoro nelle piantagioni vicine, a volte si guadagnava da vivere anche lavorando come meccanici al Nelson's Dockyard a Falmouth Harbour. In seguito i loro discendenti lavorarono anche in altri mestieri, come sarti e commercianti.